# Mountain View (Colorado)
Mountain View és una població dels Estats Units a l'estat de Colorado. Segons el cens del 2005 tenia 529 habitants.

## Demografia
Segons el cens del 2000, Mountain View tenia 569 habitants, 272 habitatges, i 130 famílies. La densitat de població era de 2.441 habitants per km².
Dels 272 habitatges en un 23,9% hi vivien nens de menys de 18 anys, en un 30,5% hi vivien parelles casades, en un 11% dones solteres, i en un 52,2% no eren unitats familiars. En el 41,5% dels habitatges hi vivien persones soles el 13,6% de les quals corresponia a persones de 65 anys o més que vivien soles. El nombre mitjà de persones vivint en cada habitatge era de 2,09 i el nombre mitjà de persones que vivien en cada família era de 2,91.
Per edats la població es repartia de la següent manera: un 20,2% tenia menys de 18 anys, un 7,6% entre 18 i 24, un 34,1% entre 25 i 44, un 24,1% de 45 a 60 i un 14,1% 65 anys o més.
L'edat mediana era de 38 anys. Per cada 100 dones de 18 o més anys hi havia 94,8 homes.
La renda mediana per habitatge era de 41.364 $ i la renda mediana per família de 42.250 $. Els homes tenien una renda mediana de 32.917 $ mentre que les dones 27.063 $. La renda per capita de la població era de 21.425 $. Entorn del 12,2% de les famílies i el 13% de la població estaven per davall del llindar de pobresa.

## Poblacions més properes
El següent diagrama mostra les poblacions més properes.